# All rights reversed
All rights reversed — фраза, которая указывает на лицензионный статус маркированной ей продукции (копирайт или копилефт). Представляет собой каламбурное искажение общепринятой формулировки All rights reserved, требуемой в соответствии с Буэнос-Айресской конвенцией по авторским правам 1910 года. Формула All rights reversed впервые была использована Грегори Хиллом в конце 1960-х годов для того, чтобы разрешить бесплатную перепечатку манифеста дискордианства Principia Discordia. Отказ от ответственности Хилл сопроводил знаком "Ⓚ", игравшего роль знака охраны авторского права (©).
В 1984/5 году программист Дон Хопкинс послал Ричарду Столлману письмо с надписью Copyleft — all rights reversed. Столлман выбрал эту фразу, чтобы охарактеризовать свой способ дистрибуции свободного программного обеспечения. Распространение свободного ПО нередко сопровождается инверсированным символом охраны авторских прав (на иллюстрации).
Фраза All Rights reversed, её вариант All Rights reversed и/или символ «копилефт», иногда используются людьми или организациями, которые осуществляют публикации или издают СМИ (или другие материалы, которые обычно могут быть защищены авторским правом), как маркёр, сообщающий: «Этот объект не защищён авторским правом. Пожалуйста, делайте с ним, что хотите» для поощрения копирования и использования этого материала. Метка материала символом копилефта имеет также другое значение — этот материал должен оставаться свободным для распространения при доверии к его создателю и может быть отредактирован только при наличии такого доверия, при этом не может переходить в категорию объектов, регулируемых законами об авторских правах.
Виртуальный персонаж Jenny Everywhere представляет собой наглядный пример объекта, распространяемого по лицензии All Rights reversed.